# Helmut Bley

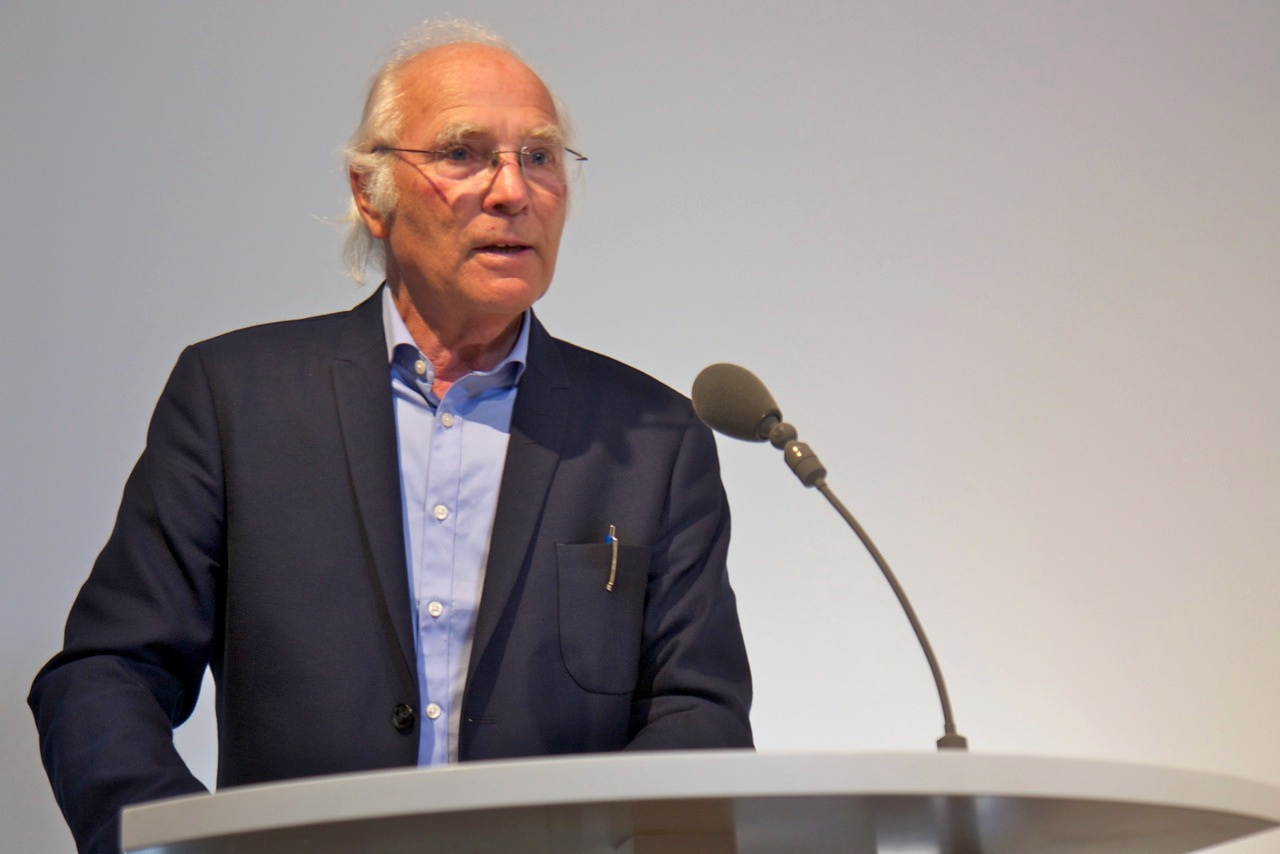
Helmut Bley

Helmut Bley (* 26. Februar 1935 in Hamburg) ist ein deutscher Historiker. Er ist emeritierter Professor für Neuere und Afrikanische Geschichte am Historischen Seminar der Gottfried Wilhelm Leibniz Universität Hannover.

## Leben
Helmut Bley verbrachte seine Kindheit in Hamburg und wegen der Bombenangriffe ab 1940 im Erzgebirge. Das Kriegsende erlebte er bei den Großeltern in Boizenburg/Elbe. Weil die Familie 1943 ausgebombt worden war, kam er mit seiner Mutter und Cousine bei deren Mutter in Hamburg unter. Der Vater war bis Weihnachten 1948 in sowjetischer Kriegsgefangenschaft. Während der Gymnasialzeit war er in einem Chor der Jugendbewegung als Jugendgruppenleiter aktiv mit Chorsingen, Volkstanz und Wandern sowie Aufenthalten im Landheim. Diese Zeit hat ihm nach eigenen Angaben sehr geprägt.
Bley studierte von 1954 bis 1957 Erziehungswissenschaft und Geschichte an der Universität Hamburg und schloss mit der Ersten Lehrerprüfung für die Volksschule ab. Nach weiteren Studien in Geschichte, Erziehungswissenschaft und Öffentlichem Recht promovierte er 1965. Er war 1961 bis 1965 wissenschaftlicher Assistent am Historischen Seminar der Universität Hamburg und von 1968 bis 1975 dort Akademischer Rat/Oberrat, der u. a. die Studierenden aus der Dritten Welt in der Philosophischen Fakultät betreute. In der Hamburger APO gehörte er zu einem Kreis linker junger Historiker (u. a. Imanuel Geiss, Volker Ullrich), in dem sein Interesse an afrikanischer Geschichte geweckt wurde. Von 1970 bis 1972 war er Gastdozent an der Universität Dar Es Salaam, Tansania. Er wurde 1976 an die Universität Hannover auf eine C4-Professur für Neuere und Afrikanische Geschichte berufen, die er bis 2003 wahrnahm.
1967 wurde Bley als Afrika-Experte vom Hamburger Landgericht hinzugezogen, als der Denkmalsturz von Hermann von Wissmann durch linke Studenten verhandelt wurde, u. a. gegen den späteren Autoren Peter Schütt. Bley war 1968 einer der ersten, die im Anschluss an den Rostocker Historiker Horst Drechsler vom Völkermord an den Herero und Nama gesprochen haben. Er kämpfte bis in die jüngste Zeit um die politische Anerkennung als Völkermord.
Im April 2021 wehrte er sich auf einer SPD-Veranstaltung gegen den Versuch, wegen einer fragwürdigen Identitätspolitik Aussagen oder Wissenschaftler für eine Diskussion nicht mehr zuzulassen.

## Wissenschaftliche Ämter
Er war neben Mitgliedschaften in den Hochschulsenaten der Universität Hamburg und der Universität Hannover wiederholt Vorsitzender der Fakultät. Außerdem hatte er den Vorsitz der Vereinigung für Afrikawissenschaften in Deutschland (VAD) seit 1975 inne. Von 1975 bis 2003 war er Vorsitzender des Kuratoriums des Institut für Afrika-Kunde in Hamburg. 1991 bis 1994 wurde er vom Wissenschaftsrat für die Kommission zur Reform der Asien- und Afrikawissenschaften bei der Humboldt-Universität zu Berlin berufen. Von 1994 bis 2006 war er Mitglied des Deutschen Komitees der UNICEF und acht Jahre Mitglied für die deutschen Hochschulen im Kuratorium der Deutschen Stiftung für internationale Entwicklung (DSE). 1997 wurde er Mitglied des Beirats bei der Gründung des Zentrums Moderner Orient.

## Forschungsschwerpunkte
- Afrikanische Geschichte des 19. und 20. Jahrhunderts und die Regionen südliches und östliches Afrika
- Geschichte des Deutschen Kaiserreiches und des Ersten Weltkrieges
- Geschichte des Weltsystems seit der Frühen Neuzeit

## Drittmittelprojekte gefördert durch DFG, Volkswagenstiftung und GTZ
DFG
- Die Weltwirtschaftskrise in Afrika, Fallstudien Simbabwe, Nigeria und Transkei: Wolfgang Döpcke, Katja Füllberg-Stolberg, Uta Lehmann-Grube.
- Schwerpunkt: Militante Konflikte in der Dritten Welt, Kriegsfolgen und Kriegsbewältigung in Afrika nach 1945: Harneit-Sievers: Nigeria, Frank Schubert: Uganda, Gesine Krüger: Namibia, Gerhard Liesegang: Mosambique.
- Zu einer Alltags- und Sozialgeschichte des Schreibens und der Schriftlichkeit in Südafrika, 1890–1930: Gesine Krüger.
- Exilerfahrung des ANC von Südafrika: Hans-Georg Schleicher.[7]
- Gewaltverbrechen im südlichen Afrika: Kapstadt, Johannesburg und Salisbury, 1890–1947: Bob Turrell.

VolkswagenStiftung
- Die Afrikapolitik der Deutschen Demokratischen Republik und der Bundesrepublik Deutschland 1955–1990 – Ulf Engel: Bundesrepublik, Hans-Georg Schleicher u. Inga Rost: DDR.
- Flucht und Exil in Afrika nach 1967: zur Reaktion internationaler Hilfsorganisationen; Fluchtbewegungen, verdeutlicht am ostafrikanischen Beispiel - Thorsten Meier und Freya Grünhagen.
- Freiwillige Repatriierung von Flüchtlingen in Afrika: eine komparative Untersuchung. Fallstudien Eritrea und Mosambique - Thorsten Meier und Freya Grünhagen.
- Kämpfer nach einem langen Krieg, Demobilisierung in Eritrea. Eine historische Untersuchung zur Sozialgeschichte des Krieges und zum Prozess der Transformation von Konfliktpotentialen – Hartmut Quehl.

## Schriften (Auswahl)
Afrikanische Geschichte
- Kolonialherrschaft und Sozialstruktur in Deutsch-Südwestafrika 1894-1914, Hamburg 1968.
- Namibia under German Rule, London, Chicago 1971, 2. Auflage Hamburg/Windhoek 1996.
- mit Rainer Tetzlaff: Afrika und Bonn. Versäumnisse und Zwänge deutscher Afrika-Politik, Hamburg 1978.
- mit Gesine Krüger und Clemens Dillmann (Hrsg.): Sklaverei in Afrika, Pfaffenweiler 1991, ISBN 978-3-89085394-9.
- Die Großregionen Afrikas oder die Grenzen des Autochthonen, in: Periplus, Jahrbuch für Außereuropäische Geschichte, 1994 S. 1–15.
- Migration und Ethnizität im sozialen, politischen und ökologischen Kontext: Die Mijikenda in Kenya 17.-19.Jh., in: Klaus J. Bade (Hrsg.): Migration-Ethnizität-Konflikt, Osnabrück 1996, S. 305–328.
- Sozialgeschichtliche Bedingungen von Konversion in Afrika 1750-1980, in: Klaus Koschorke (Hrsg.): Christen und Gewürze, Konfrontation und Interaktion kolonialer und indigener Christentumsvarianten, Göttingen 1998.
- mit Gesine Krüger: Überleben in Kriegen in Afrika, in: Comparativ, 1998/Heft 2.
- Dekolonisation, eine Zeitenwende? In: Laurence Marfaing, Brigitte Reinwald (Hrsg.): Afrikanische Beziehungen, Netzwerke und Räume, Hamburg 2001, ISBN 978-3-82585705-9.
- Deutsche Kolonialkriege in Afrika 1904-1918, eine Interpretation, in: Hans M. Hinz, Niesel, Nothnagel: Mit Zauberwasser gegen Gewehrkugeln. Der Maji-Maji-Aufstand im ehemaligen Deutsch-Ostafrika vor 100 Jahren, Frankfurt 2006, ISBN 978-3874765084
- Afrika, Welten und Geschichten aus 300 Jahren, De Gruyter, Berlin 2021, ISBN 978-3-11-044945-7.

Kaiserreich und Erster Weltkrieg
- Bebel und die Strategie der Kriegsverhütung 1904-1913, Göttingen 1976, 2. erweiterte Auflage, Hannover 2014.
- hrsg. mit Anorthe Kremers: The World During the First World War, Essen 2014.
- Der Traum vom Reich? Rechtsradikalismus als Antwort auf gescheiterte Illusionen im Deutschen Kaiserreich 1900–1918, in: Birthe Kundrus (Hrsg.): Phantasiereiche, Frankfurt 2003.
- mit Egmont Zechlin: Deutschland zwischen Kabinettskrieg und Wirtschaftskrieg. Politik und Kriegführung in den Ersten Monaten des Weltkrieges 1914, in: Historische Zeitschrift, Band 199, Heft 2, 1964, S. 347–458.
- mit Egmont Zechlin: Die ‚Zentralorganisation für einen Dauernden Frieden‘ und die Mittelmächte. Ein Beitrag zur politischen Tätigkeit von Rudolf Laun im ersten Weltkrieg, in: Festschrift für Rudolf Laun, Hamburg 1962, S. 448–512.

Geschichte des Weltsystems
- Begründer mit Leonhard Harding: Studien zur Afrikanischen Geschichte, Reihe mit mehr als 30 Bänden, LIT-Verlag.
- Hrsg. mit Hans-Joachim König, Kirsten Rüther, Stefan Rinke: Globale Interaktion für die Enzyklopädie der Neuzeit, Metzler Stuttgart 2005–2013. Online Brill.[8]
  - mehr als zwanzig Artikel, u. a. Weltsystem Theorie, Globale Gewalt, Metropolen der Welt, Atlantische Welt, Britisches Empire, Serie zu den Afrikanischen Welten, Freihandelsimperialismus.

- Wallerstein’s analysis of the modern world system revisited. The regional perspective - The case of (West)Afrika, in: Carl-Hans Hauptmeyer, Darius Adamczyk, Beate Eschment, Udo Obal (Hrsg.): Die Welt querdenken. Festschrift für Hans-Heinrich Nolte, Frankfurt 2003, S. 95–106, ISBN 978-3-63139374-1.
- Afrika in den weltwirtschaftlichen Krisenperioden des 20. Jahrhunderts. In: Peter Feldbauer, Gerd Hardach, Gerhard Melinz (Hrsg.): Von der Weltwirtschaftskrise zur Globalisierungskrise 1929–1999, Wien 1999.
- Probleme der Periodisierung am Beispiel Afrikas im Kontext der Weltgeschichte. Ein Essay, in: Raphaela Averkorn u. a. (Hrsg.): Europa und die Welt in der Geschichte, Bochum 2004.
- Das 20. Jahrhundert aus der Sicht eines Afrika-Historikers, in: Zeitschrift für Weltgeschichte, 10, Heft 2 (2009).
- Anmerkungen zu den historischen Krisen des Kapitalismus, in: Krisen ohne Ende, Hannover 2009.
- Die Befangenheit in der eigenen Geschichte macht die übrige Welt fremder, als sie ist, in: Loccumer Protokolle 11/97.
- Die Weltwirtschaftskrise der dreißiger Jahre in der Dritten Welt, Arbeitsbericht Dritte Welt, Hannover 1986.
- Die Eigendynamik der Gesellschaften in der Welt unter dem Einfluss von Kapitalismus und Kolonialismus, in: spw – Zeitschrift für sozialistische Politik und Wirtschaft, Heft 249, 2022.

## Autobiographischer Text
- Helmut Bley: Wege in die Welt. Neuere und Afrikanische Geschichte in Hannover. In: Christof Dipper, Heinz Duchhardt (Hrsg.): Generation im Aufbruch. Die Geschichtswissenschaft in Deutschland im Spiegel autobiographischer Porträts. Böhlau, Köln 2024, ISBN 978-3-412-52694-8, S. 85–96.